# Buried in Verona
Buried in Verona was een Australische metalcoreband afkomstig uit Sydney, New South Wales.

## Biografie
De band werd opgericht in 2008 door zanger Brett Anderson, gitaristen Mick Taylor en Katongo Chituta, bassist Scott Richmond en drummer Steve Rogers. De band begon al snel op te treden in het voorprogramma van grotere Australische bands als Daysend, Toe To Toe en Frankenbok, waarna ze datzelfde jaar nog hun debuutalbum Circle the Dead uitbrachten. Steve Rogers werd intussen uit de band gezet omdat hij door een zware rugblessure niet meer kon toeren. Hij werd uiteindelijk vervangen door Chris Melross.
De band besloot overzees te verhuizen en nam zijn tweede album op in Studio Fredman te Göteborg, Zweden. Aldaar werd Saturday Night Sever geproduceerd door Fredrik Nordström en uiteindelijk midden 2010 uitgebracht. Later dat jaar keerden ze terug naar Sydney, waar ze in het voorprogramma speelden voor bands als Whitechapel, Soilwork, Escape the Fate en The Haunted. In 2011 zou de band door Australië toeren als headliner van de I Wanna Give It Tour. Op 20 juli 2011 verlieten Mick Taylor en Kat Chituta de band. Sean Gynn en Nate Martin waren hun respectievelijke vervangers.
Nadat de band met Liferuiner voor het eerst door Europa toerde, keerden ze terug naar Studio Fredman, waar ze Notorious opnamen.  Hun derde studioalbum zou uiteindelijk via UNFD op 1 juni 2012 uitkomen. Op dit album werd de rauwe metalcore van eerdere albums de rug toe gekeerd. In plaats daarvan was een meer melodieuze benadering te horen. Het album werd genomineerd in de categorie Best Hard Rock/Heavy Metal Album bij de ARIA-awards van dat jaar. Ook tekende de band een contract met Artery Recordings voor de Verenigde Staten, waar ze eind 2012 ook voor het eerst een tournee maakten.
In februari 2013 verliet drummer Shane O'Brien de band voor I Killed the Prom Queen. Hij werd uiteindelijk vervangen door Conor Ward. De breuk met O'Brien was er echter eentje op basis van vriendschap en later dat jaar ging de band mee op tournee door Australië met I Killed the Prom Queen. Op 7 maart 2014 werd het nieuwe album van de band Faceless uitgebracht. Het zou het laatste album zijn dat Daniel en Sean Gynn voor de band deden. Na hun vertrek ging Buried in Verona even door het leven als trio.
Het vijfde album van de band, Vultures Above, Lions Below, was een voortzetting van de muzikale ontwikkeling die de band eerder al had doorgemaakt. De eerste single van de band, Can't Be Unsaid, was meer een rockballad dan een metalcorenummer. De band bleef echter wel degelijk trouw aan zijn oorsprong en op het album zelf, dat op 7 augustus 2015, uitkwam, waren nog steeds vele metalcore-invloeden te horen.
In 2016 maakte de band op Facebook bekend uit elkaar te gaan.

## Bezetting
Line-up tot 2016
- Brett Anderson – leidende vocalen (2007–2016)
- Mick Taylor – leidende gitaar (2007–2011, 2016)
- Andrew Gill – slaggitaar (2016)
- Cole Wilkins – bas (2016)
- Ben Bailey – drums (2016)

Voormalige leden
- Steve Rogers – drums (2007–2008)
- Katongo Chituta – slaggitaar (2007–2011)
- Scott Richmond – bas (2007–2011)
- Richie Newman – schone vocalen, slaggitaar (2010–2015)
- Chris Mellross – drums (2009–2012)
- Nate Martin – slaggitaar (2011–2013)
- Daniel Gynn – leidende gitaar (2013–2015), bas (2011–2013)
- Sean Gynn – bas (2013–2015), leidende gitaar (2011–2013)
- Shane O'Brien – drums (2012–2013)
- Conor Ward – drums (2013–2015)
- Mark Harris – leidende gitaar, achtergrondvocalen  (2015)
- Brandon Martel – bas  (2015)
- James Swanson – drums  (2015)

Tijdlijn

## Discografie
Albums
- 2008: Circle the Dead
- 2010: Saturday Night Sever
- 2012: Notorious
- 2014: Faceless
- 2015: Vultures Above, Lions Below